# 呈祥道

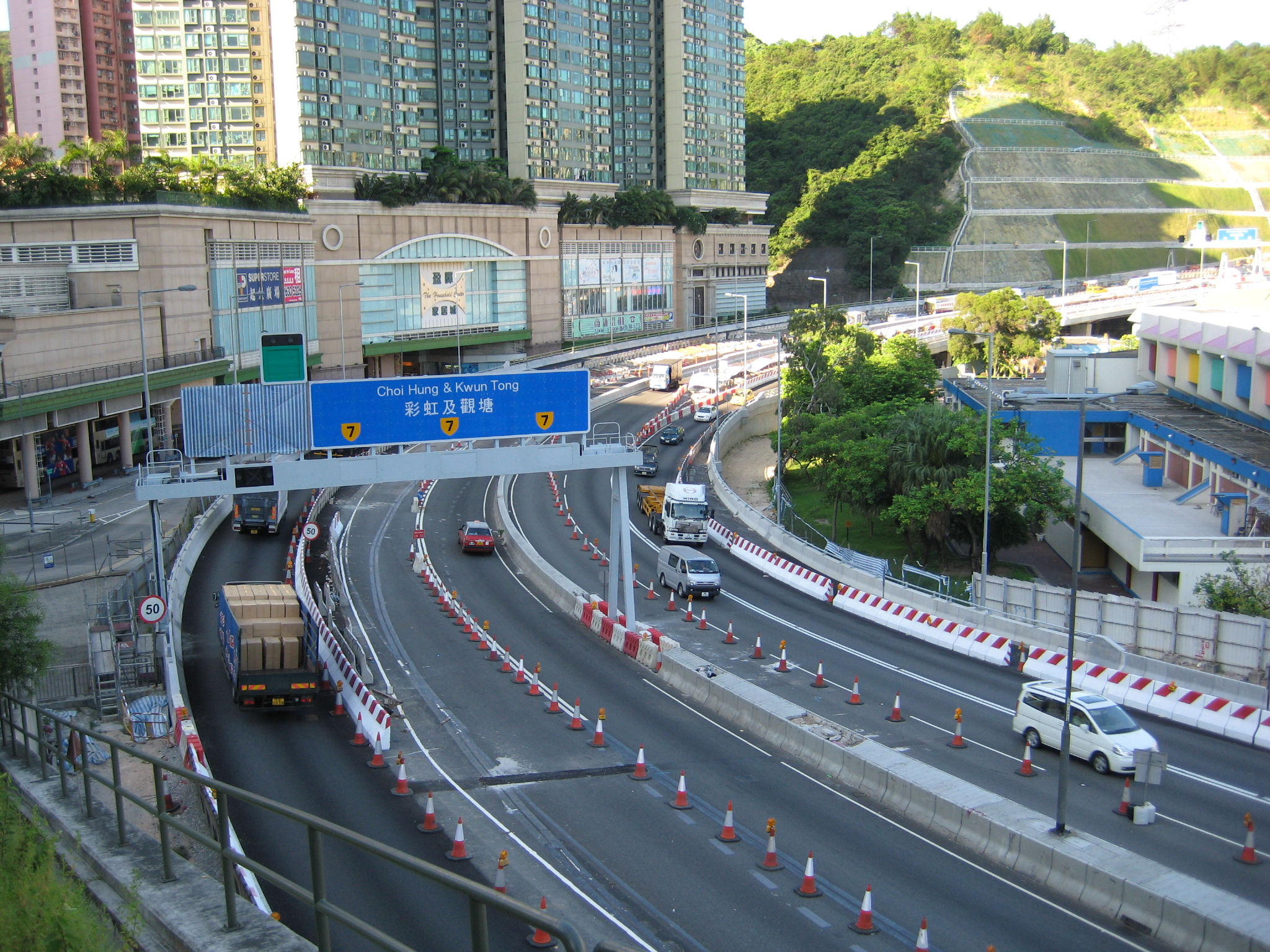
呈祥道近荔枝角盈暉臺，攝於2007年

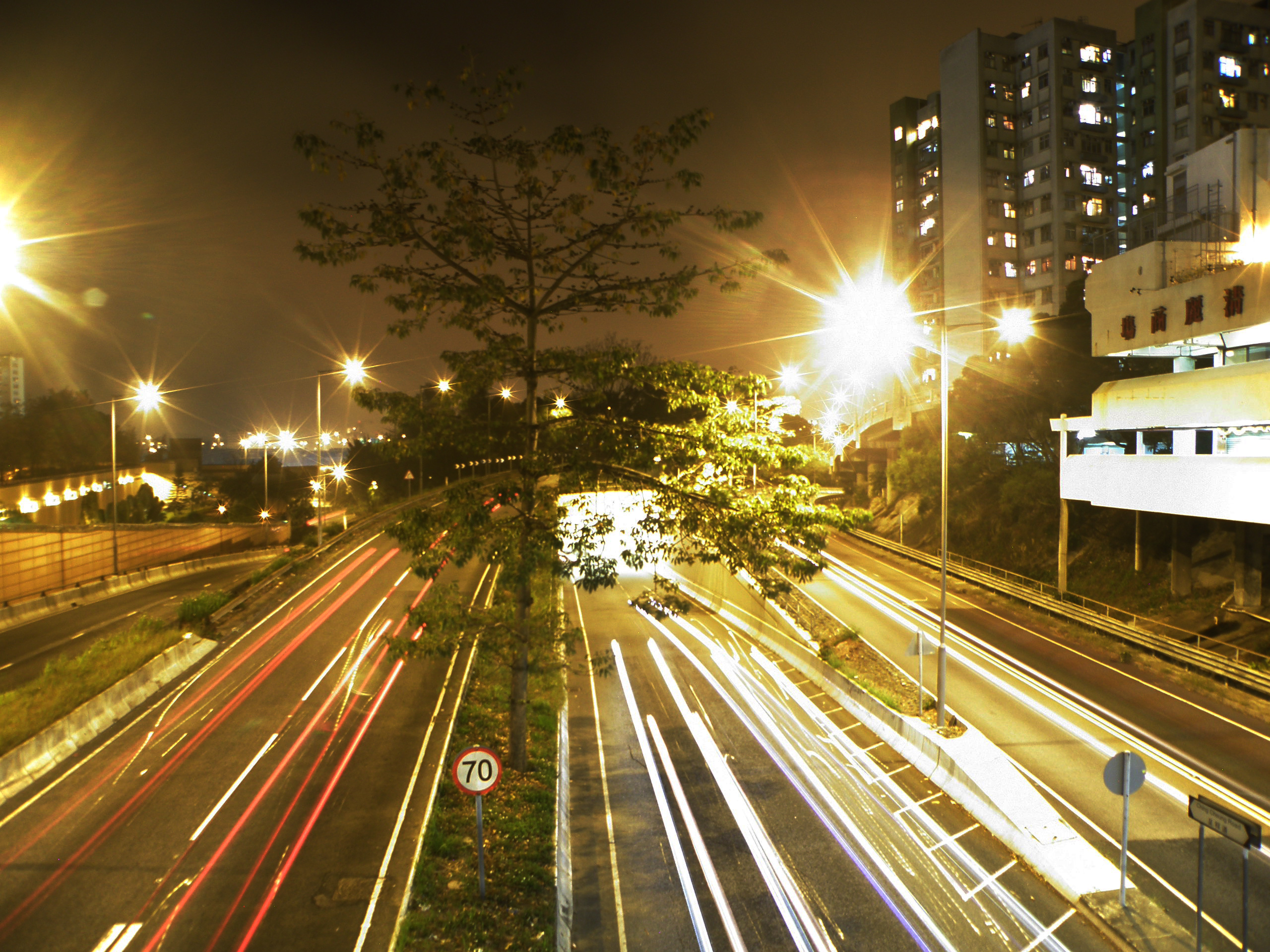
清麗苑旁的呈祥道向南夜景

呈祥道（英語：Ching Cheung Road）是香港7號幹線的末段，位於九龍西北部，連接葵涌道（屬5號幹線）、青葵公路（屬3號幹線）、貨櫃碼頭南路及龍翔道。全線為三線雙程分隔道路。本路全段車速限制均為每小時70公里。呈祥道與龍翔道相連，是貫通東、西九龍的大動脈，因此落成以來的使用率均很高，特別是由九龍東工廠區往返葵涌貨櫃碼頭的貨車。

## 歷史
1960年代香港政府為連接觀塘工業區及葵涌貨櫃碼頭，所以沿著九龍群山的山腰興建兩條新路，以繞過已發展的地區。為紀念當時香港總督戴麟趾，位於荔枝角至大窩坪西面的一段新路被命名為「呈祥道」，取自「麟趾呈祥」這句祝賀人得子的吉祥語，語本《詩經·周南·麟之趾》：「麟之趾，振振公子，于嗟麟兮。」呈祥道的開幕紀念碑位於往觀塘方向青沙公路橋底附近，以紀念呈祥道介乎大埔公路至青山公路的路段於1966年11月11日由戴麟趾開幕。
呈祥道由荔枝角大橋附近的葵涌道開始，經過蝴蝶谷交匯處與青山公路葵涌段交匯，並有通往尖山隧道的支路，然後經過長約1.5公里的高架橋，最後到達位於大窩坪西面的大埔道—龍翔道天橋，連接龍翔道。這個交匯處於1961年建成，為香港首個分層道路交匯處。
1994年路政署展開「龍翔道及呈祥道改善工程」，把原來雙線雙程的呈祥道擴闊至三線雙程，並且建造連接大埔道至龍翔道的行車天橋，及於南昌街及大埔道興建新的交匯處，以加大行車流量，工程於1998年完成。

## 出口位置
| 呈祥道                  | 呈祥道   | 呈祥道                                                             |
| ----------------------- | -------- | ------------------------------------------------------------------ |
| 東行（將軍澳方向）      | 出口編號 | 西行（葵涌方向）                                                   |
| 連接大埔道/龍翔道       |          |                                                                    |
| 呈祥道終點              |          | 呈祥道起點                                                         |
| 沙田 大埔道             | 13D      | 不適用                                                             |
| 不適用                  | 14A      | 明愛醫院 永德路 (只供救護車及其他有特別需要的車輛進出明愛醫院。)   |
| 不適用                  | 14B      | 荔枝角、長沙灣、蝴蝶谷、美孚 蝴蝶谷道                              |
| 不適用                  | 14C      | 荃灣 青山公路葵涌段                                                |
| 沙田 青沙公路           | 14D      | 不適用                                                             |
| 不適用                  | 14E      | 沙田、元朗、屯門、大嶼山、貨櫃碼頭 貨櫃碼頭南路、貨櫃碼頭5號迴旋處 |
| 呈祥道起點              |          | 呈祥道終點                                                         |
| 連接貨櫃碼頭南路/葵涌道 |          |                                                                    |